# Judith Pirchmoser
Judith Pirchmoser es una deportista austríaca que compitió en taekwondo. Ganó tres medallas en el Campeonato Europeo de Taekwondo entre los años 1990 y 1994.

## Palmarés internacional
| Campeonato Europeo | Campeonato Europeo | Campeonato Europeo | Campeonato Europeo |
| Año                | Lugar              | Medalla            | Categoría          |
| ------------------ | ------------------ | ------------------ | ------------------ |
| 1990               | Århus (Dinamarca)  | Medalla de plata   | –60 kg             |
| 1992               | Valencia (España)  | Medalla de bronce  | –60 kg             |
| 1994               | Zagreb (Croacia)   | Medalla de bronce  | –60 kg             |